# Prav zdaj
Prav zdaj je petnajsti glasbeni album slovenskega kantavtorja Adija Smolarja, ki je izšel pri založbi Gong Records oktobra 2018.

## Seznam pesmi
Vse pesmi je napisal Adi Smolar.
| Št. | Naslov                    | Dolžina |
| --- | ------------------------- | ------- |
| 1.  | „Bil je car‟              | 3:24    |
| 2.  | „Preventiva‟              | 3:28    |
| 3.  | „Kdor me videl bo umirat‟ | 3:37    |
| 4.  | „Naprej, naprej‟          | 3:50    |
| 5.  | „Daj mi svoju ručicu‟     | 4:21    |
| 6.  | „Prav zdaj‟               | 4:17    |
| 7.  | „Treba je pomagati‟       | 3:06    |
| 8.  | „Saj bo šlo‟              | 3:59    |
| 9.  | „Čas brez želja‟          | 3:36    |
| 10. | „Vse je v redu‟           | 3:48    |